# هسکت
هسکت (انگلیسی: Hesketh) شرکت موتورسیکلت‌سازی بریتانیایی است، که در سال ۱۹۸۲ تأسیس شد.